# EDP Renewables North America
EDP Renewables North America (nomes anteriores: Zilkha Renewable Energy e Horizon Wind Energy) é um dos maiores produtores de energia eólica do mundo, foi criada em 1998.
Com ventoinhas em Nova Iorque, Iowa, Pensilvânia, Washington e Oklahoma e com projectos para o Minnesota, Oregon, Texas e Illinois, a Horizon foi adquirida pela EDP em 2007 por 2,15 mil milhões de dólares americanos.